# Regione di Mtwara
La regione di Mtwara è una regione della Tanzania sudorientale. Prende il nome dal suo capoluogo Mtwara ed è una delle regioni meno sviluppate del paese.
Vi nacque George Lilanga.

## Distretti
La regione è divisa amministrativamente in 5 distretti:
- Mtwara urbano
- Mtwara rurale
- Masasi urbano
- Masasi rurale
- Nanyumbu
- Newala
- Tandahimba